# Grigori Kosmitsch Kamenski

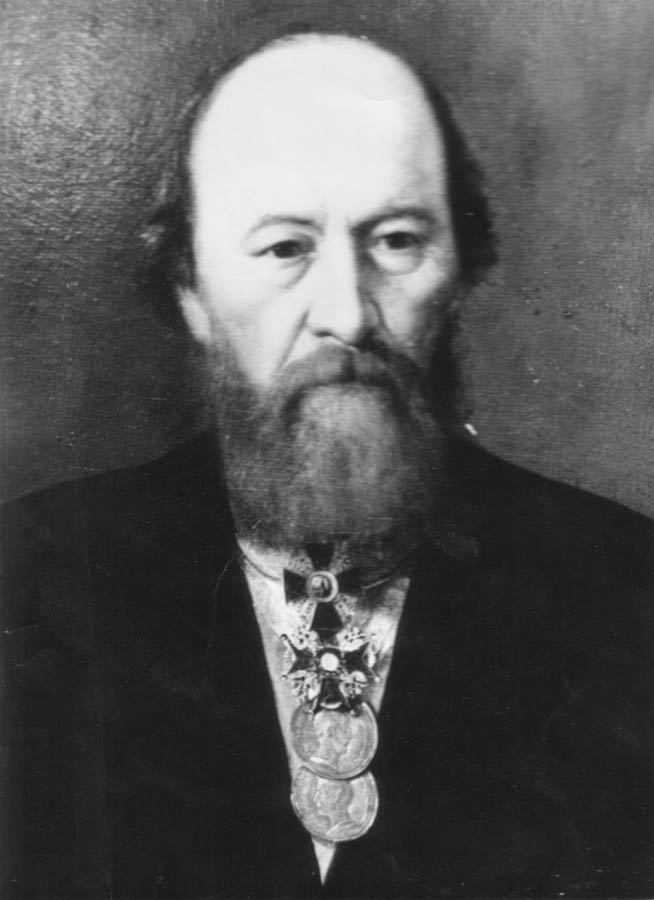
Grigori Kosmitsch Kamenski

Grigori Kosmitsch Kamenski (russisch Григорий Козьмич Каменский; * 18. Januarjul. / 30. Januar 1814greg. im Dorf Danilicha, Ujesd Perm; † 1893 in Perm) war ein russischer Unternehmer und Mäzen.

## Leben
Kamenski stammte aus einer leibeigenen Bauernfamilie. Zusammen mit seinem älteren Bruder Fjodor Kosmitsch Kamenski baute er in Perm ein Gütertransportunternehmen auf. 1857 ermöglichte ihnen das erworbene Kapital, sich mit der ganzen Familie aus der Leibeigenschaft freizukaufen.
1859 bauten die Brüder ihren ersten Dampfschlepper. Mit den erheblichen Gewinnen bauten sie weitere Dampfschiffe, vergaben Darlehen und finanzierten Wohltätigkeit. Sie kauften in Perm ein Gebäude, bauten es um und stellten es 1860 der Mädchenschule zur Verfügung. Später wurde die Schule das Mädchengymnasium, dessen Kuratoren sie ihr Leben lang blieben. 1862 spendeten sie 8000 Rubel für den Bau der Auferstehungskirche zur Erinnerung an die Bauernbefreiung Alexanders II. 1861. 1865 gründeten sie die Brüder-Kamenski-Dampfschifffahrt. Die 4 Schiffe für den Personenverkehr zwischen Perm und Nischni Nowgorod nannten sie nach ihren Söhnen Ioann, Michail, Alexander und Wassili. Einen Teil der Gewinne benutzten sie für den Bau einer Kirche am Durchgangsgefängnis, die 1873 eröffnet wurde. 1871 gründeten sie die Handelsfirma Dampfschifffahrt und Gütertransport Brüder F. und G. Kamenski. 1874 eröffneten sie eine Fabrik für die Produktion von Eisenwaren und den Bau und die Reparatur von Schiffen.
1879 kauften die Brüder Kamenski ein Gebäude für die Einrichtung eines städtischen Armenhauses mit einer provisorischen Kirche im Seitenflügel. 1880 wurde Grigori Kamenski Ehrenmitglied des Gouvernementskuratoriums der Kinderheime, 1882 erwarben die Brüder ein Gebäude für ein Kinderheim. 1885 wurde mit Mitteln von Grigori Kamenskis Sohn Alexander ein Steingebäude für das Armenhaus mit einer Kirche gebaut. Die Brüder spendeten reichlich für den Bau und den Unterhalt eines Frauenklosters, das später von ihren Kindern unterstützt wurde. 1886 wurde Grigori Kamenski Ehrenbürger der Stadt Perm. 1887 stiftete er 1000 Rubel für den Bau der Kirche des Kinderheims. 1891 und 1892 war Grigori Kamenski Kurator des Armenhauses.
1897 stiftete Grigori Kamenskis Sohn Alexander das Grigori-Kamenski-Schülerstipendium für die Permer Realschule.